# Stephen O’Malley

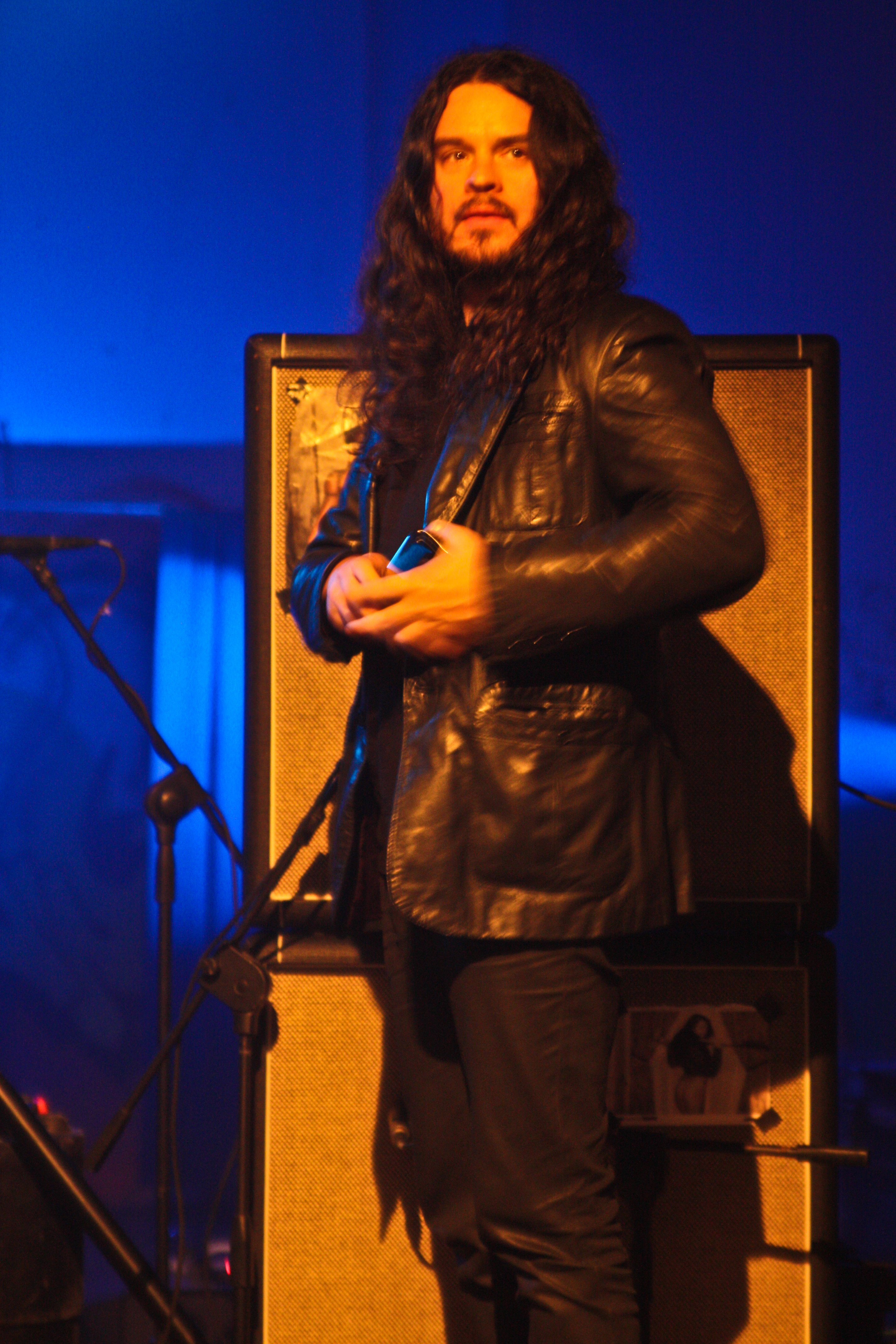
Stephen O’Malley

Stephen O’Malley (* 15. Juli 1974) ist ein amerikanischer Musiker, Grafiker und Journalist.

## Leben
In den 1990er Jahren gab O’Malley zusammen mit Tyler Davis das Black-Metal-Magazin Descent heraus, von dem 5 Ausgaben erschienen und in dem auch Industrial-Bands und -Musiker vertreten waren; daneben schrieb er auch für andere Publikationen wie Slayer, Metal Maniacs, Ledo Takas und Seconds. 1995 schrieb er einen Artikel namens Nordic Darkness … für das US-amerikanische Rechtsrock-Magazin Resistance des Labels Resistance Records, in dem auch das Descent annoncierte. Ein von O’Malley 1994 im Descent veröffentlichtes Interview mit Varg Vikernes wurde 1996 im schwedischen Rechtsrock-Magazin Nordland nachgedruckt. Außerdem arbeitete er für Misanthropy Records, unter anderem übernahm er das Design und Artwork (mit Ausnahme des Covers) für das Album Hliðskjálf von Vikernes’ Projekt Burzum.
1996 wirkte er am Power-Electronics-Projekt Sarin mit, 1998 gründete er zusammen mit Greg Anderson das Label Southern Lord Records, um die Musik ihrer damaligen Bands Thorr’s Hammer und Burning Witch zu veröffentlichen. 1999 gründete er mit James Plotkin und Aaron Turner das experimentelle Projekt Lotus Eaters. Mit Davis betreut O’Malley das Label The Ajna Offensive, über das hauptsächlich Black Metal, aber auch Ambient und Post-Industrial erscheint. Neben mehrheitlich unpolitischen Alben erschien dort 2005 auch die Wiederveröffentlichung des Albums Blodsband (Blood Religion Manifest) der rechtsextremen Band Sigrblot. Auf den Nazismus und Burzum angesprochen, gab er jedoch an, er habe „nie eine Affinität zu Vark Vikernes [sic!] Ideologie und zu seinem Rassismus“ gehabt, aber „seine Musik und alles um ihn herum interessant“ gefunden. Und während der Black Metal sich selbst und seine Ästhetik sehr ernst nimmt, tue er als Hörer dies nicht.
O’Malleys bekanntestes Projekt ist die Drone-Doom-Band Sunn O))), bei der er neben Greg Anderson als Gitarrist und Komponist erscheint. O’Malley spielt außerdem als Bassist im Trio Nazoranai mit Keiji Haino und Oren Ambarchi improvisierten Rock. Gemeinsam mit Peter Rehberg veröffentlichte er als KTL seit dem Jahr 2006 mehrere Alben.
O’Malley ist mit der Komponistin Kali Malone verheiratet.

## Gestaltung (Auswahl)
- 1994: Nifelheim – Nifelheim
- 1996: Gehenna – Black Seared Heart (EP, Wiederveröffentlichung)
- 1996: Dawn – Sorgh pa svarte vingar fløgh
- 1996: The Helheim Society – Fenris (EP)
- 1997: Mayhem – Wolf’s Lair Abyss (EP)
- 1997: Dissection – The Past Is Alive (The Early Mischief) (Zusammenstellung)
- 1997: Emperor – Anthems to the Welkin at Dusk
- 2005: Hagalaz’ Runedance – The Winds that Sang of Midgard’s Fate
- 1999: Burzum – Hliðskjálf
- 1999: Primordial – The Burning Season
- 2005: Xasthur/Leviathan – Xasthur / Leviathan (Split)
- 2005: Scum – Gospels for the Sick
- 2009: Wolves in the Throne Room – Black Cascade

## Diskographie
Mit Thorr’s Hammer
- 1995: Sannhet i Blodet (Demo)
- 1996: Dommedagsnatt

Mit Teeth of Lions Rule the Divine
- 2002: Rampton

Mit Sunn O)))
- siehe Sunn O)))#Diskografie

Mit Sarin
- 1996: Nihilist

Mit Lotus Eaters
- 2001: Alienist on a Pale Horse
- 2001: Four Demonstrations
- 2002: DR-55 (7")
- 2002: Mind Control for Infants
- 2007: Wurmwulv

Mit Khanate
- 2001: Khanate
- 2002: Live WFMU 91.1 (Live)
- 2003: Things Viral
- 2003: No Joy (Remix) (EP)
- 2004: Let Loose The Lambs (Live-DVD)
- 2004: KHNT vs. Stockholm (Live)
- 2004: Live Aktion Sampler 2004 (Live)
- 2005: Capture & Release
- 2005: Dead/Live Aktions (DVD)
- 2005: It’s Cold When Birds Fall From The Sky (Live)
- 2009: Clean Hands Go Foul

Mit Ginnungagap
- 2004: 1000% Downer (EP)
- 2004: Return to Nothing
- 2005: Remeindre
- 2006: Crashed Like Wretched Moth (EP)

Mit Fungal Hex
- 2001: Fungal Hex

Mit Burning Witch
- siehe Burning Witch#Diskografie

Mit KTL
- 2006: KTL
- 2007: KTL 2
- 2007: Eine eiserne Faust in einem Samthandschuh (CDR)
- 2007: Live in Krems
- 2008: KTL 3 (12")
- 2008: IKKI
- 2008: Victor Sjöström’s The Phantom Carriage: KTL Edition (DVD)
- 2008: KTL IV Paris Demos (CDR)
- 2009: KTL 4

Mit Burial Chamber Trio
- 2007: Burial Chamber Trio
- 2007: WVRM (Live-EP)

Mit Gravetemple
- 2007: The Holy Down
- 2008: Ambient/Ruin
- 2009: Le Vampire de Paris

Mit Æthenor
- 2006: Deep in Ocean Sunk the Lamp of Light
- 2008: Betimes Black Cloudmasses
- 2009: Faking Gold & Murder
- 2011: En Form for Blå

Mit Äänipää (Mika Vainio / Stephen O’Malley)
- 2013: Through A Pre-Memory

Solo
- 2025: But remember what you have had